# Kenneth Kronholm
Kenenth Kronholm (Fort Belvoir, 14 ottobre 1985) è un ex calciatore tedesco con cittadinanza statunitense, di ruolo portiere.

## Carriera
Nato a Fort Belvoir da genitori di origine tedesca, è cresciuto in Germania dove ha iniziato a giocare da attaccante, salvo venire spostato in porta nel Waldhof Mannheim. Ha militato nelle divisioni inferiori del calcio tedesco fino al 2017, quando cn l'Holstein Kiel ha raggiunto la promozione in 2. Bundesliga. Il 7 maggio 2019 si è trasferito in Major League Soccer, firmando con il Chicago Fire.